# Selliguea caudiformis
Selliguea caudiformis är en stensöteväxtart som först beskrevs av Bl., och fick sitt nu gällande namn av John Smith. Selliguea caudiformis ingår i släktet Selliguea och familjen Polypodiaceae. Inga underarter finns listade.